# 上野修三
上野 修三（うえの しゅうぞう、1935年 - ）は、日本の料理人、随筆家。

## 人物・来歴
現在の大阪府河内長野市に生まれる。大阪市の老舗「川喜」で修業の上、料理長を経て独立。料理人としては引退し、食の随筆家、また、なにわの食文化の語り部として、随筆活動を行っている。大阪市民賞、卓越した技能者賞（厚生労働省）、2017年黄綬褒章受章。

## 著書
- 『創味なにわ旬菜 春夏篇』柴田書店、1990年7月
- 『創味なにわ旬菜 秋冬篇』柴田書店、1990年7月
- 『美味の秘密 なにわ旬膳』柴田書店、1993年12月
- 『口福耳福 なにわ味噺』柴田書店、1993年5月
- 『季節のご飯とご飯がわり お米をおいしく食べるために』柴田書店、2000年2月
- 『浪花のご馳走帖』尾田学 撮影. 世界文化社、2000年6月
- 『なにわ野菜割烹指南』クリエテ関西、2007年2月
- 『なにわ大阪食べものがたり』創元社、2007年9月
- 『なにわ料理一代』創元社、2013年6月
- 『浪速割烹㐂川のおいしい野菜図鑑 野菜の旬を楽しむ 秋冬編』（文と絵） 西日本出版社、2020年10月
- 『浪速割烹㐂川のおいしい野菜図鑑 野菜の旬を楽しむ 春夏編』（文と絵）西日本出版社、2021年5月

### 共著・監修
- 『酒肴 日本料理』（道場六三郎と共著）柴田書店、1984年4月
- 『常備菜の手帖 季節の素材を使った85の常備菜と応用料理』（村上一・平井和光・結野安雄・北岡三千男と共著）柴田書店、2008年2月
- 『淡口しょうゆで仕上げるとびきりの和食』（監修）淡交社、2012年11月
- 『八十八種魚を使いつくす』（浪速割烹喜川の会と共著）柴田書店、2014年5月
- 『割烹旬ごよみ』（上野修・上野直哉と共著）旭屋出版、2015年12月